# Stu Goldberg
Stuart Wayne Goldberg (Malden, Massachusetts, 10 de julio de 1954) es un pianista y compositor estadounidense de jazz, conocido por haber formado parte de la banda Mahavishnu Orchestra.

## Historial
Creció y estudió en Seattle, y ya con sólo 17 años, actuó como teclista en el Monterey Jazz Festival. Se graduó en piano en la Universidad de Utah y, tras tocar con diversas bandas menores, entró a formar parte de la Mahavishnu Orchestra de John McLaughlin, en 1976. Tocó también con Al DiMeola, Freddie Hubbard, Wayne Shorter, Billy Cobham, Jack Bruce, Larry Coryell, Alphonse Mouzon, y la banda Air Pocket, dentro de la corriente de jazz fusión. Después se trasladó un tiempo a Europa, donde tocó en los años 1980 como solista, y grabó un gran número de álbumes para MPS Records y otros sellos.
Una vez de regreso a Norteamérica, se instala en Los Ángeles y comienza a trabajar en el mundo de las bandas sonoras, inicialmente como colaborador de John Williams, Jerry Goldsmith, y Lalo Schifrin, y más tarde como compositor de sus propias obras, especialmente para televisión: "Rescue 911", una serie de 100 episodios para CBS; “The Amazing Race”, producida por Jerry Bruckheimer, y otras. En 2001 vuelve a retomar su carrera como solista y reanuda la edición de discos propios, además de dirigir su propio estudio de grabación.

## Discografía parcial
- 1980: 	Solos - Duos - Trio - MPS
- 1982: 	Variations by Goldberg - Pausa Records
- 1988: 	Fancy Glance - INAK Records
- 2001:         Going Home - Rhombus Records
- 2002: 	Dedication - Dedication Records
- 2006: 	Dark Clouds - Dedication Records
- 2009: 	Eye of the Beholder - Promising/MPS